# Villem Kapp

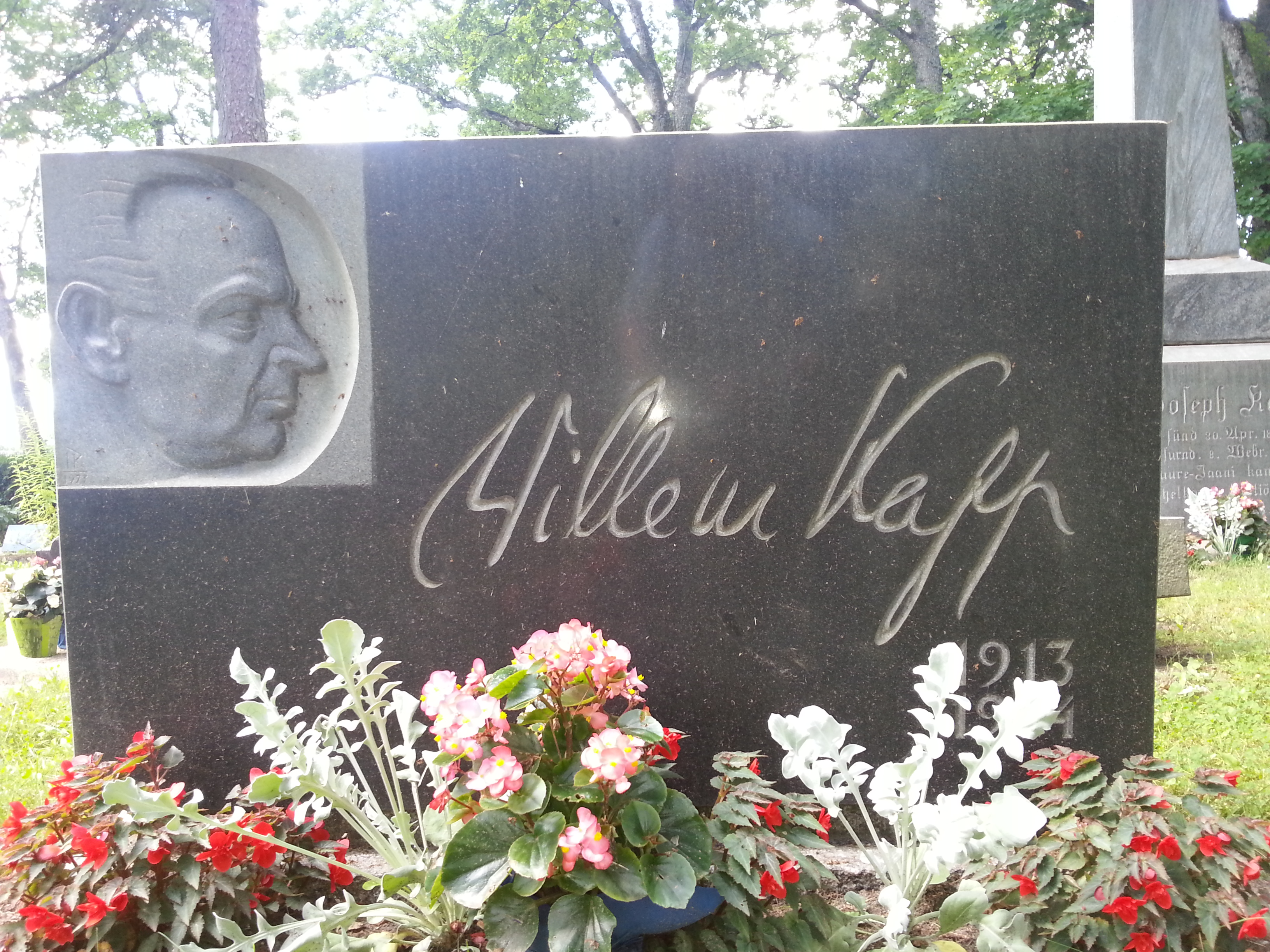
Villem Kapps Grabstätte

Villem Kapp (* 7. September 1913 in Suure-Jaani; † 24. März 1964 in Tallinn) war ein estnischer Komponist.

## Leben
Villem Kapp war der Neffe des estnischen Komponisten Artur Kapp (1878–1952). Villems Vater Hans Kapp (1870–1938) leitete den bekannten gemischten Chor Ilmatar von Suure-Jaani.
Villem Kapp schloss 1938 sein Orgelstudium bei August Topman und 1944 sein Kompositionsstudium bei Heino Eller ab. Daneben studierte Kapp auch bei seinem Onkel Artur Kapp am Tallinner Konservatorium. 1938/39 war Kapp als Organist in Tartu tätig und leitete zahlreiche bekannte Chöre. Nach dem Zweiten Weltkrieg war er vor allem als Komponist tätig und unterrichtete von 1944 bis zu seinem frühen Tod am Staatlichen Tallinner Konservatorium das Fach Komposition.
Villem Kapps Werk ist von einem großen Melodienreichtum geprägt. Kapp ist stark der Nationalromantik verbunden. 1950 erhielt Kapp den Staatspreis der Estnischen SSR und 1963 die Auszeichnung Volkskünstler der Estnischen Sozialistischen Sowjetrepublik.
1971 wurde in Suure-Jaani ein Museum eröffnet, das dem Leben und Werk der Musikerfamilie Kapp gewidmet ist.

## Werke (Auswahl)
- Ööpoeem (für Sinfonieorchester, 1942)
- Põhjarannik (heroisches Chorpoem, 1958)
- Lembitu (Oper, 1961)
- Kevadele (Kantate, 1963)

Daneben schrieb Kapp zwei Sinfonien (1947 und 1955) sowie zahlreiche Chor- und Sololieder.